# Vavatenina
Vavatenina (également appelé Aatena[réf. nécessaire]), est une commune urbaine malgache, chef-lieu du district de Vavatenina, située dans la partie sud de la région d'Analanjirofo.

## Géographie
Vavatenina se trouve à 130 km au nord de Toamasina, ainsi qu'à 17 km d'Anjahambe et à 15 km d'Ambohibe.
Vavatenina est composé de plusieurs quartiers : Bemasoandro, Ambany lalana, Agnalamboania, Amparantanagna, Andranomahintigna, Ankazomianko, Ambany bazar, Ampasimabola, Ambodimanga, Ambatobe, Tsararivotra et Andamasina.[réf. nécessaire]
Deux rivières traversent la commune : Sahavatoigna et Rano Mahitigna.

## Économie
L'économie de la commune est basée sur l'agriculture : près de 90 % de sa population vit de cette filière exploitant principalement des cultures de rentes et de cultures vivrières, mais aussi d’arbres fruitiers et l’élevage. La culture du girofle occupe plus de 4 000 hectares à Vavatenina[réf. nécessaire] soit les deux tiers de la surface cultivée. On y trouve aussi beaucoup de plantations de litchis.
Les cultures vivrières (manioc, patates douces, et principalement du riz) sont presque exclusivement destinées à l’autoconsommation.

## Éducation
La commune possède plusieurs écoles : le lycée FJKM, le lycée Saint-Joseph, l'école La Fraternité, le lycée Manampisoa, l'école primaire publique (EPP) Ampasimbola, l'EPP Ankazomiako, l'université catholique de Madagascar.

## Culture et vie locale

### Festival Jerijery
La festival Jerijery est un festival créé en 2001, qui a lieu chaque année durant les vacances de la Toussaint.

### Sport
Vavatenina possède plusieurs clubs de foot que sont : l'AS Veteran, le Transformation, le Club d'Ambohibe, Les Be Miray, le FC Jeune, le Lion des Jeunes. Il y a aussi quelques club des jeunes de moins de 16 ans. Pour le basketball il y a peu de clubs à Vavatenina : les Aigles, les Flyers, et le Basketball Club Vavatenina(BCV)[réf. nécessaire].

### Culte
Les cultes pratiqués à Vavatenina sont catholique, FJKM (ou Fiangonan'ny Jesosy Kristy Malagasy[Quoi ?]), FLM (Fiangonana Loterana Malagasy), Jesosy Mamonjy.[Quoi ?]